# Rhytida oconnori
Rhytida oconnori és una espècie de gastròpode eupulmonat terrestre de la família Rhytididae endèmica de Nova Zelanda.

## Descripció
La closca és bastant grossa i prima, el seu diàmetre és de fins a 33 mm i l'alçària fins a 19. És travessada per estries espirals molt fines.El color és marró clar o marró oliva fosc.

## Hàbitat
Viu entre el detritus dels boscos.

## Distribució geogràfica
Es troba a Nova Zelanda: el nord de l'Illa del Sud.